# Pèrsia
|  | Per a altres significats, vegeu «Pèrsia (desambiguació)». |

Pèrsia, modernament Iran, és el país dels perses, originats a l'antiga regió de Perside (després Fars). Les zones de llengua i cultura persa, esteses a les poblacions iranianes, abasten un territori més gran que va entre la mar Càspia i el golf Pèrsic de nord a sud, i entre el Khuzestan, Luristan, Kurdistan i Azerbaidjan Iranià l'oest, abraçant a l'est part de l'Afganistan i al sud-est fins al Balutxistan Iranià. Aquesta zona fou dominada per diversos imperis o dinasties (algunes de les quals foren ètnicament perses) que van tenir els territoris perses com a centre del seu domini. Els principals imperis i dinasties a què es pot referir la paraula Pèrsia, són:
- Imperi Mede, vers 700-550 aC, iranians
- Imperi Persa Aquemènida 550 aC a 330 aC, ètnicament persa
- Imperi Macedoni d'Alexandre el Gran i els diàdocs 330-306 aC grecoiranians
- Regne d'Àsia d'Antígon el Borni 306-301 aC grecs
- Imperi Selèucida 301-141 aC grecs
- Imperi Part 141 aC-227 dC iranià
- Imperi Persa Sassànida 227-649, ètnicament persa
- Califat àrab 649-661 àrab
- Califat omeia 661-750 àrab
- Califat abbàssida 750-867 àrab
- Tahírides del Khorasan 821-873, ètnicament perses
- Safàrides 873-901, ètnicament perses
- Samànides 901-998, ètnicament perses
- Gaznèvides 998-1041, turcs
- Seljúcides 1041-1181, turcs
- Atabegs regionals 1181-1210, turcs
- Coràsmia 1210-1231, turcs
- Imperi Mongol 1231-1256, mongols
- Il-kanat 1256-1335, mongols
- Djalayírides, cobànides, kukàyides i altres 1335-1380
- Timúrides 1380-1447, turcomongols
- Kara Koyunlu 1447-1466, turcs
- Ak Koyunlu 1466-1502, turcs
- Xas Safàvides 1502-1725, persoiranians
- Xas Ghilzai 1725-1730, persoafganesos
- Xas Afshàrides (Nàdir-Xah Afxar) 1730-1749, turcs
- Xas de la Dinastia Zand 1749-1794, luroiraniana
- Dinastia qajar 1794-1925, turcs
- Xas Pahlevi (Pèrsia és rebatejada Iran) 1925-1979, persoiranians

## Llengua persa

Localització dels parlants de persa al món.

El persa (فارسی Fārsi) és una llengua indoeuropea parlada a l'Iran, l'Afganistan, el Tadjikistan, l'Uzbekistan, Bahrain, l'Iraq, l'Azerbaidjan, Armènia, Geòrgia, el sud de Rússia i països veïns. Deriva de la llengua dels perses, la llengua dels aquemènides. És de la família de llengües indoàries, és una pluricèntrica i la gramàtica és similar a la de moltes llengües europees contemporànies.
Des de la conquesta islàmica, el persa s'escriu amb l'alfabet àrab, amb algunes lletres afegides (vegeu alfabet persa), per bé que al Tadjikistan, des dels anys 30, coincidint amb importants campanyes d'alfabetització, s'hi adoptà l'alfabet ciríl·lic, en part per motius lingüístics (l'alfabet ciríl·lic, com l'alfabet llatí i el grec, s'adapten millor a les llengües indoeuropees, amb més nombre de vocals que les semítiques) i en part per motius polítics. En aquella època el persa s'hi començà a anomenar-se tadjik.
Ha tingut força influència sobre les llengües veïnes, en particular sobre les llengües turqueses de l'Àsia central, el Caucas, el paixtu, el kurd i l'urdú. També ha exercit una influència menor sobre l'hindi, el panjabi, el saraiki i altres idiomes de l'Àsia meridional. Encara que amb menor grau, també ha influït en l'àrab, i en altres idiomes de Mesopotàmia; el seu vocabulari bàsic és d'origen persa mitjà. El persa modern conté una quantitat considerable d'elements lèxics de l'àrab,
que es "persianitzà" i, sovint, va tenir un significat diferent i l'ús que l'àrab original. El vocabulari àrab en altres llengües iranianes, turques i índiques són, generalment, han incorporat elements del persa modern. En general, la varietat de vocabulari àrab varia del 8,8% (2,4% amb freqüència) al Shahnameh, 14% en cultura material, 24% en l'apartat de vida intel·lectual i el 40% de l'activitat literària quotidiana. La majoria de les paraules en àrab de préstec del persa són sinònims de termes nadius, o poden ser, i moltes vegades han estat, glossades en formes natives perses.

## L'antiga religió persa: el zoroastrisme

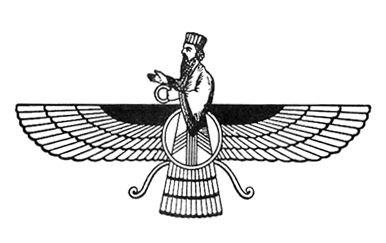
Faravahar (o Ferohar), un dels símbols principals del Zoroastrisme, es creu que és la imatge d'un Fravashi (un esperit guardià).

El zoroastrisme, mazdaisme o mazdeisme (culte d'Ahura Mazda) era la religió dels antics perses abans l'arribada de l'islam, basada en la doctrina predicada per Zoroastre a l'Iran. Actualment la segueixen encara els anomenats parsis.
El zoroastrisme va substituir el politeisme indoeuropeu per un culte monoteista, fonamentat en la saviesa moral: l'entitat creadora suprema (Ahura Mazda o Ormazd) engendra l'esperit del bé o principi de la Veritat (Spenta Mainyu) i l'esperit del Mal o principi de la Mentida (Angra Mainyu o Ahriman). Tots dos tenen els seus corresponents seguidors, sovint divinitats anteriors lleugerament transformades. Lluiten eternament pel domini del món i sobretot per a convèncer l'ésser humà, l'únic amb llibertat per triar, perquè segueixi un camí o l'altre. Aquest combat s'acabarà a la fi dels temps amb el triomf del bé i una purificació general pel foc.
El terme 'zoroastrisme' és una construcció moderna que, segons el diccionari Oxford, va aparèixer en primer lloc el 1874 a Principis de filologia comparada d'Archibald Sayce. A Occident, la primera referència a Zoroastre és atribuïda a Thomas Browne, que breument es refereix a ell en el seu llibre Religio Medici. El terme 'mazdeisme' probablement derivi de mazdayasna, una expressió composta de l'avèstic que combina l'últim element del nom Ahura Mazda i la paraula yasna, que vol dir devoció.
El zoroastrisme mantingué restes de l'antiga religió iraniana, com per exemple el paper central del foc i la llum (que esdevenen símbols del bé). Posteriorment, però, va esdevenir una religió ritualista on es van afegir elements judaics i budistes, i la seva essència monoteista es va anar diluint fins a convertir-se en una concepció quasi absolutament dualista.
L'Avesta és el conjunt de llibres sagrats d'aquesta religió, si bé només se'n conserva una part molt fragmentària.

### Desenvolupament històric
El rei Darios I (cap al 500 aC) fou probablement el primer a adoptar l'ensenyament de Zoroastre com a religió oficial. Sota els seus descendents, però, el zoroastrisme es barrejà amb les antigues creences politeistes, com ho reflecteixen els texts sagrats inclosos en aquella època anomenats Yasht. Aquest texts són lloances dirigides a deïtats menors.
Durant el regne d'Artaxerxes II (vers el 400 aC) es van construir els primers temples on es veneraven Ahura Mazda, Mitra i Anahita.
Sota els imperis d'origen grec i part (els selèucides i els arsàcides), el zoroastrisme es va mantenir al costat de nous cultes estrangers. Durant aquest període es van fer malbé una bona part dels texts que componien l'Avesta, perdent-se per sempre més.
Amb l'imperi Sassànida (226-651), el zoroastrisme esdevingué de nou la religió oficial de l'Estat. Durant aquesta època es va codificar el que restava de l'Avesta i l'ensenyament original va rebre certs canvis fonamentals. El principal va ser la transformació d'Ahura Mazda, que va passar de ser un principi creador abstracte i universal a la divinitat benèfica contraposada a Ahriman, la força malèfica.
El sacerdoci es va estructurar, amb un mobadhan mobadh (cap suprem) al capdavant, els mobadh (caps de districte) com a caps territorials i els moghan (mags) com a baix clergue. El mobadha mobadh era el principal dirigent espiritual i la segona personalitat de l'imperi després del rei, al que tenia el dret de coronar. L'Avesta era la seva guia escrita i Artaxerxes I en va escriure una edició completa per substituir a la reduïda que havia fet el rei Vologès I de Pàrtia (51-77). Sapor I va reunir vers el 325 un concili per fixar els cànons. Molta informació sobre l'organització de la religió es troba a la carta de Tansar al rei de Tabaristan, que està datada vers el 560 amb Còsroes I. Un dels més grans representants de la filosofia zoroàstrica fou Adurbad
Amb l'arribada de l'islam, el zoroastrisme va desaparèixer gairebé del tot. Alguns dels seus practicants, anomenats avui dia "parsis", van fugir cap al subcontinent indi, enduent-se els fragments restants dels texts sagrats. Vers el 2006, els practicants del zoroastrisme eren prop de 155.000.

## Societat
Entre la noblesa de l'època sassànida s'hi podien trobar les grans famílies senyorials, conegudes com a Vuzurgan (els grans). Els seus caps rebien el nom de Vaspuhran.

### La política persa de tolerància, i la seva benvinguda com alliberadors
A mesura que els perses anaven incorporant al seu imperi noves zones, mostraven polítiques molt tolerants. Els governs locals comptaven amb membres de les elits locals, els impostos generalment eren menors, els perses tenien una gran tolerància religiosa, i fins i tot van alliberar molts pobles sotmesos, com ara els hebreus que es trobaven deportats a Babilònia. En moltes zones on abans regnava l'anarquia dels perses també van ser benvinguts com els restauradors de les lleis. Les zones que es van caracteritzar pel suport als perses van ser sobretot Palestina, ja que els hebreus estaven feliços de tenir un govern que respectés i recolzés la seva religió, i també la zona de Síria, especialment les ciutats fenícies, que a més de ser respectades pels perses, aquests els van proporcionar nous mercats per terra i van donar suport al seu desenvolupament naval. També les zones de l'Àsia central es van mostrar addictes al govern persa, ja que quan l'imperi es va enfonsar aquestes zones van continuar la resistència contra Alexandre el Gran durant diversos anys.

### Característiques de l'administració persa
El sistema de govern era una monarquia absoluta hereditària on el rei era considerat la forma antropomòrfica de déu a la terra. El rei havia de ser el millor guerrer, com també el millor caçador. Disposava d'un exèrcit personal: els "Immortals".
Els governs perses es van caracteritzar pel seu despotisme militar; l'autoritat de l'emperador era absoluta, estava defensat i sostingut pels Immortals. El govern persa va portar moltes novetats en matèria política i econòmica per a l'època, entre els quals: 
- Tolerància religiosa i dels costums locals.
- Manteniment d'estructures administratives locals.
- Divisió del territori en satrapies que eren auditades cada any sent castigat el Sàtrapa si la població no estava contenta amb la seva gestió.
- Desgravament impositiu del comerç i baixa general de tots els impostos.
- Facilitament del comerç mitjançant la construcció de camins i de canals navegables a més de la unificació territorial que feia menys perillosos els viatges.
- Creació de reserves de moneda en diferents punts de l'imperi, i difusió del crèdit.
- Creació de guarnicions repartides per l'imperi que responien només a l'autoritat reial.
- Creació d'un sistema unificat de pesos i mesures.
- L'administració local es focalitzava en la manutenció dels camins i obres públiques, el combat a la delinqüència i la productivitat de l'agricultura.

Totes aquestes mesures van produir un auge en el comerç al llarg de l'imperi incentivant de gran manera el desenvolupament econòmic el que va aconseguir posar del costat persa algunes zones que originalment els rebutjaven i eren revoltoses com les ciutats jònies per exemple.
Pel que fa al sistema d'administració de les províncies, anomenades satrapies, aquestes es componien de tres funcionaris: un general, un secretari i el cap de província.
Cadascun exercia un paper perquè no hi hagués corrupció en les seves colònies. A més un inspector Reial solia passar cada determinat període per verificar que tot estigués en ordre dins de la província, i després informava al rei sobre l'assumpte.

## Exèrcit persa
L'exèrcit persa es caracteritzava per dues coses: destresa i punteria. L'exèrcit personal es componia de soldats entrenats per a la batalla anomenats els "Immortals". Era un exèrcit de 10.000 homes; se'ls deia així perquè cada vegada que queia un era recanviat per un altre de la reserva, i els arquers a cavall, eren una especialitat dels perses que requeria una coordinació i habilitat excepcional, que combinava l'arqueria amb la cavalleria.
| «                  | En l'educació dels fills, que dura des dels cinc fins als vint anys, només els ensenyen tres coses: muntar a cavall, disparar l'arc i dir la veritat. | » |
| — Heròdot, CXXXVI. | |   |

L'organització de les províncies permetia el ràpid i eficaç reclutament de tropes.

## Zones hostils als perses
Les zones que més van rebutjar als perses van ser Jònia, Egipte, Mesopotàmia i Mèdia. Els jonis tenien una idiosincràsia diferent, basats en el model de ciutat estat grec (Polis), en els primers anys es van revoltar constantment contra els perses però després amb l'auge econòmic es van transformar en súbdits lleials de l'imperi. A Mèdia també els perses van patir revoltes, davant el recel mede d'haver-se convertit d'amos a serfs, però la política persa de tolerància va rendir els seus fruits, quedant apaivagats els ànims. A Babilònia la població recordava els vells temps de glòria i per això la ciutat es va revoltar. Aquesta ciutat era el nucli agrícola i industrial de l'imperi i davant la revolta la repressió va ser tan brutal que mai més Babilònia es va alçar. A Egipte les causes de l'aixecament són similars, a més de comptar amb el suport dels grecs. Egipte es va revoltar en reiterades oportunitats sent en totes després d'un temps reconquerit pels perses.

## La debilitat de l'Imperi Persa
El principal punt feble de l'imperi persa era la seva organització militar. Tot i comptar amb un exèrcit i una marina incomparable en nombre, la seva organització i tàctiques deixaven molt a desitjar. L'exèrcit estava compost per un nucli d'elit que era la guàrdia personal de l'emperador, també anomenats els Immortals, i després a aquests se sumaven elements de tots els pobles dominats, no existien unitats estàndard sinó que era un exèrcit molt heterogeni. Aquest exèrcit gairebé no tenia tàctiques per combatre en formacions. Això contrastava amb els exèrcits grecs que eren en molts casos molt disciplinats i experimentats i a més tenien tàctiques de combat i equips molt superiors als perses. D'aquesta manera un petit nombre de grecs podia mantenir a ratlla a un contingent persa molt superior com va quedar demostrat a la batalla de les Termòpiles (480 aC) on set mil grecs, 300 d'ells espartans, els millors soldats grecs comandats pel seu rei Leònides I van mantenir a ratlla a un exèrcit de dos-cents mil perses (segons Heròdot) durant les guerres mèdiques.

## Història

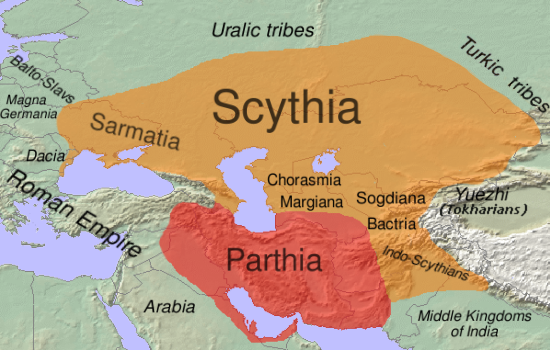
Extensió geogràfica de la influència persa en el segle I aC. L'Imperi Part (en la seva major part perses occidentals) es mostra en vermell, altres zones, dominades per la regió d'Escítia (majoritàriament perses orientals), en taronja.

La història de Pèrsia abraça la zona que va des de l'Eufrates a l'oest fins al riu Indus i el Sirdarià a l'est i des del Caucas, mar Caspi i mar d'Aral al nord al golf Pèrsic i el golf d'Oman al Sud. Inclou les modernes nacions de l'Iran, l'Azerbaidjan, Afganistan, Turkmenistan, Tadjikistan, Uzbekistan, les parts orientals de Turquia i l'Iraq i les parts del Pakistan que queden a l'oest de l'Indus. És una de les més antigues civilitzacions del món, que abraça milers d'anys, des de l'antiga civilització de l'altiplà iranià, la civilització manaeana a l'Azerbaidjan, Xahr-i Sokhta (ciutat cremada), a prop de Zabol, al Sistan i al Balutxistan, i l'antiga Civilització de Jiroft a Kerman (més de 5000 aC) seguit pel Regne d'Elam (més de 3000 aC) i les dinasties medes, aquemènida, arsàcides, sassànida i els següents imperis fins a la moderna República Islàmica de l'Iran.
L'Iran va ser conegut a Occident com Pèrsia fins al 1935, derivat del nom grec, Persis, que va ser usat en per referir-se a la nació iraniana, el seu poble i els seus imperis antics. Els iranians anomenen al seu país Iran / Iranshahr des del període sassànida.
El nom «Pèrsia» prové de la regió del sud de l'Iran, anomenada Fars / Pars, derivat de Parshua, lloc d'origen de l'Imperi Persa.

### Prehistòria
Pèrsia presenta vestigis d'ocupació humana i restes culturals pertanyents a gairebé tota l'Edat de pedra. Al Balutxistan Occidental es van recol·lectar instruments de pedra pertanyents al complex tecnològic lític que s'estén des del Balutxistan pakistanès. Aquests objectes corresponen al Paleolític inferior. A la regió es va trobar una quantitat de materials de pedra que estan entre els més antics descoberts fins ara a l'Iran, amb una edat estimada de 800.000 anys. Prop de Tabriz es van trobar les restes del que seria un campament de caçadors d'aquest període.
L'escassetat de vestigis es deu a almenys dos factors: Les escasses excavacions arqueològiques dutes a terme a la regió i la reestructuració del terreny en el Plistocè superior, juntament amb altres regions muntanyoses de l'Àsia central.
S'han trobat coves ocupades durant el Paleolític mitjà, així com restes culturals mosterianes. A la conca occidental del riu Helmand es va trobar evidència d'una ocupació mosteriana i s'espera trobar més restes a la regió que s'estén fins a l'Afganistan. Aquestes restes formen part d'un continu d'indústries mosterianes i restes físiques neandertaloides que s'estén des de les Tian Shan a través de l'Àsia central i el Pròxim Orient, sud de Rússia, Europa oriental i occidental, així com el nord d'Àfrica fins a l'oceà Atlàntic.
Durant el Paleolític superior s'evidencia una creixent complexitat social, desenvolupament de les arts i utilització de noves i més sofisticades tècniques de treball de la pedra, produint eines filoses i precises.
Durant el Neolític es va desenvolupar un procés de sedentarització, producció estable d'aliments, desenvolupament de l'agricultura i la ramaderia i establiment de rutes d'intercanvi de curta distància entre comunitats relativament properes entre si. La societat i les arts es desenvolupen en patrons cada vegada més complexos. L'evolució cap a una economia neolítica pot observar-se a l'Iran occidental i al nord de l'Iraq.
A la Pèrsia nord-occidental la transició cap a una economia de producció va començar durant el Mesolític (X mil·lenni aC) i es creu que va existir un centre amb aquestes característiques a la regió de la mar Càspia. A Ghar-i Karmarband es van trobar restes que podrien haver estat utilitzades per a la fabricació de javelines. Es van trobar restes de gaseles perses, toros salvatges i rens. Es va trobar també un enterrament d'una nena el cos de la qual va ser pintat amb ocre vermell, així com arrecades de pedra polida ossos i cons d'argila que podrien evidenciar els primers intents de treballar aquest material que donaria després origen a la terrisseria. Durant aquest període comencen els primers intents de domesticació de cabres i ovelles. Aquest procés, començat durant el Mesolític, s'hauria completat recentment en el Neolític.
L'entrada al Neolític es data a l'Iran entre el VII mil·lenni aC i el VI mil·lenni aC Turang Tappeh (també pot trobar-se com Turang Tepe). Tappeh és el nom en persa de tell, que significa "turó" o "monticle", que és una classe de jaciment arqueològic en forma d'un monticle de terra que és el resultat de l'acumulació i subsegüent erosió de material dipositat al llarg de segles d'ocuació humana. Tepe és la paraula equivalent turca, encara que també es fa servir Höyük. Constitueixen evidència que en el VI mil·lenni la regió de la vall del Gorga contenia assentaments agrícoles, habitatges de maó i dos tipus de residències: unes amb una llar elevat i parets cremades pel fum, i altres sense espai per foc, més petites, amb el sòl prolixament allisat. En algunes d'aquestes últimes es van trobar figuretes d'argila molt estilitzades. Es van trobar adorns d'os i fulles d'obsidiana. Aquestes cultures haurien tingut contacte amb les seves veïnes Yarim Tepe, Jeitun (sud del Turkmenistan) i Sialk II (centre de Pèrsia), al llarg de la vall del Gorgan.

### Protohistòria
L'Edat del Coure, caracteritzada per l'aparició d'elements de coure i ceràmica pintada a Susa (sud-oest de l'Iran) i a Sialk (centre-oest), s'estén a l'Iran al llarg del IV mil·lenni aC, i s'han trobat restes arqueològiques, entre els quals hi ha la ceràmica amb formes animals o abstractes de gran qualitat, alguns dels quals tenien aparent ús ritual. Les rutes comercials guanyen en extensió i comencen a sorgir assentaments urbans, en un procés regional que es desenvolupa entre Anatòlia, Mesopotàmia, Bactriana i la Cultura de la vall de l'Indus.

### Antiguitat
Al començament del III mil·lenni aC apareix a Susa una forma d'escriptura, possiblement derivada del sistema sumeri per representar la llengua elamita, i l'Imperi elamita sorgeix com a nou poder al sud-oest de l'Iran, en competència amb els imperis veïns de Babilònia i Assíria. L'economia elamita es basava principalment en el comerç, i la seva llarga tradició administrativa està evidenciada per la quantitat de tauletes i registres conservats.
A partir del 2000 aC els medes i els perses, pobles aris o indoeuropeus, van començar a desplaçar-se des de les planes del sud de Rússia i de l'Àsia central cap a Europa i Àsia. Durant el II mil·lenni aC van envair l'altiplà de l'Iran, entre la mar Càspia i el golf Pèrsic, establint-se en les escasses valls on es conreava el blat i els arbres fruiters. Aquests pobles parlaven una varietat de dialectes del persa antic, una de les llengües irànies pertanyent a la família de llengües indoeuropees, emparentades amb l'avèstic (Iranià Antic Oriental) i el sànscrit vèdic.
A mitjan segle vii aC, grups de tribus irànies identificades com medes, establerts al nord i al nord-oest de l'Iran, es lliuren del jou assiri, establint el seu poder sobre la regió. Gràcies a Ciàxares i Astiages s'acaba amb el poder assiri, prenent Nínive el 612 a C. i fundant el primer imperi iranià. D'aquest mateix període són les fonts que esmenten a Cir I, rei d'Anshan.

### Imperi Mede (700 aC-549 aC)

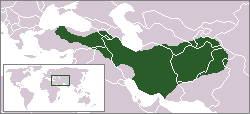
L'Imperi Mede en la seva màxima expansió

L'Imperi Mede va ser fundat vers l'any 700 aC per Deioces de Mèdia i enderrocat per la dinastia aquemènida encapçalada pel net del llavors rei Astíages de Mèdia, Cir II el Gran l'any 550 aC.
Els dominis de l'imperi foren estenent-se fins a assolir els territoris de l'Orient Mitjà antic, agrupant els principals centres culturals de l'antiguitat. En l'època de màxima esplendor, vers l'any 450 aC, englobà Grècia, Mesopotàmia, Canaan, Àsia Menor, Egipte, Armènia i les ribes dels riu Indus i l'Oxus (hui Amudarià)

### Imperi Persa (550 aC-330 aC)

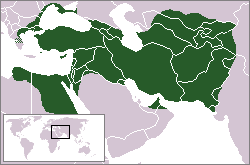
L'Imperi Aquemènida en temps de Darios I el Gran

La dinastia Aquemènida va ser la primera dinastia persa que governà l'Imperi Persa. Fou fundada suposadament per Aquemenes i els membres de la dinastia van ser els reis dels perses, primer sota l'Imperi Mede i després com a Imperi Persa. El seu fill (segons Heròdot) era Teispes el qual va tenir dos fills: Ariaramnes i Cir. A la seva mort, Ariaramnes va rebre el títol de rei de tots els perses i Cir el de rei d'Anshan, fundant així dues línies dinàstiques diferents. El primer membre de la dinastia que assolí el tron va ser Cir II el Gran (de la línia de Cir), el qual, després d'enderrocar l'Imperi Mede estengué els seus territoris per tot l'Iran i bona part de Mesopotàmia. Fou succeït (530 aC) pel seu fill Cambises II de Pèrsia. Cambises conquerí Egipte cap al 525 aC. Els perses aconseguiren l'aliança amb els beduïns i aquests els donaren pas a les tropes. Segons Heròdot, un cop mort el faraó (Amasis II) els mercenaris grecs contractats pel difunt sobirà van trair-los i així els perses van aconseguir la victòria. Mentrestant el germà de Cambises, Smerdis accedeix al tron (és molt probable que en realitat no fos ell sinó un imitador (el mag Gaumata), ja que Cambises ordenà abans d'anar a Egipte que el matessin per por que aquest li prengués el tron). Quan Cambises se n'assabentà, tornà a Pèrsia per expulsar l'usurpador, però veient que no podria acabar amb la revolta es va suïcidar. Gaumata va continuar governant en nom de Smerdis fins que l'any 521 aC Darios I el Gran el va assassinar i es va proclamar rei, fent així que la línia de Cir fos substituïda en el govern per la d'Ariaramnes.
Darios I va ser, probablement el rei persa (521-486 aC) més important de la dinastia aquemènida. Quan va pujar al tron es van produir diverses rebel·lions per part dels nobles que volien arrabassar-li el títol de rei de Pèrsia, però van ser sufocades en poc més d'un any. Un cop refermada la seva posició, va emprendre una sèrie de reformes administratives, la més destacable és probablement l'organització de l'imperi en 20 satrapies i la construcció d'una nova capital, Persèpolis substituint a Pasàrgada, l'antiga capital. També va conquerir Tràcia oriental (514 aC), assolint així la màxima expansió de l'imperi sota el govern aquemènida. Tot i això aquesta no va ser una conquesta completa, ja que no va aconseguir derrotar del tot els escites. Després de la Revolta Jònica Darios I va decidir revenjar-se de les polis gregues i així l'any 492 aC va enviar un exèrcit comandat per Mardoni, iniciant-se així la primera de les guerres mèdiques que acabaria amb una desastrosa derrota persa en mans dels hoplites grecs.
Darios I va morir a l'edat de 54 anys, quan es preparava per encapçalar una expedició contra les ciutats gregues.
Va ser succeït per Xerxes I. Després de reprimir les revoltes que hi va haver a la mort de Darios, Xerxes va iniciar la segona guerra mèdica volent recuperar l'honor perdut a la primera. La segona guerra mèdica va posar fi a la derrota persa, primer a la batalla de les Termòpiles, després a la de Salamina i finalment, quan Xerxes tornà a Pèrsia i derrotà amb l'usurpador Samoserba a Babilònia va assabentar-se que l'exèrcit persa havia estat derrotat definitivament a la batalla de Platea.
Xerxes va ser assassinat per un capità de la guàrdia l'any 426 aC i vingué un període de la dinastia amb un govern força dèbil a l'Imperi, caracteritzat per la brevetat dels regnats o la poca activitat dels governants, el qual es podria definir podria ser considerat com l'inici de la decadència aquemènida. Després se s Darios II (423- †404 aC) de Pèrsia, durant el regnat del qual, es van produir diverses revoltes, algunes amb ajuda estrangera (Atenes, principalment) i fins i tot dirigides pels seus familiars propers. Darios II va ser succeït per Artaxerxes II de Pèrsia.
Tot i que només pujar al tron Egipte es va independitzar (i el rei no faria cap intent de recuperar-lo fins a l'any 379 aC, intent en el qual els perses foren rebutjats) Artaxerxes II va ser en general un governant fort que va saber administrar bé l'Imperi. Va reprimir les nombroses revoltes que es van produir i va vèncer una guerra contra els estats grecs apropiant-se així, a instigació d'Antàlcides d'algunes illes i ciutats gregues. Va fortificar Ecbàtana i va fer diverses construccions arreu de l'Imperi, sobretot a la capital. Artaxerxes va nomenar hereu de la dinastia a Artaxerxes III Ocos. A partir d'aquest els governants que se succeïren foren mediocres i es limitaren a reprimir les successives revoltes de l'Imperi fins a arribar a Darios III de Pèrsia, el qual fou derrotat per Alexandre el Gran.

### Imperi Selèucida (312 aC-64 aC)

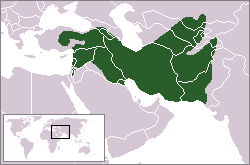
L'Imperi Selèucida l'any 323

A la mort d'Alexandre, el seu imperi es va disgregar i el territori ocupat per l'antic imperi aquemènida fou substituït per l'imperi selèucida, que era dirigit pels antics governants d'aquest territori, anomenats diàdocs (que van dirigir les diverses segregacions de l'imperi d'Alexandre quan es va desmembrar). Un d'ells era Seleuc I Nicàtor, el fundador de l'imperi i de la dinastia d'on ve el nom.
Els governants de l'imperi eren grecs, culturalment parlant, i van tenir un paper molt important en l'hel·lenització dels territoris pertanyents a l'imperi i més enllà. L'imperi selèucida va tenir dues ciutats principals Antioquia i Selèucia del Tigris (la qual va ser fundada per Seleuc) des d'on es controlava la ruta de la seda. La història de l'imperi és una decadència continuada fins a Antíoc III el Gran, que va recuperar Mèdia, Armènia i va obtenir brillants victòries contra els grecs i els parts. Després del seu regnat l'imperi va tornar a recaure en una profunda decadència de la qual ja no en sortiria fins a la caiguda a mans de Gneu Pompeu Magne l'any 64 aC, quan cau l'últim reducte selèucida a Síria (les províncies perses passaren als parts). L'Imperi selèucida fou un imperi multicultural, cosa que provocà en bona part la seva caiguda. Per poder controlar-lo, doncs, van haver d'exercir el seu poder de forma molt semblant als seus antecessors aquemènides.

### Imperi Part (249 aC - 231 dC)

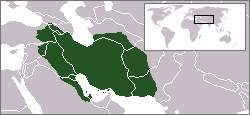
Màxima expansió de l'Imperi part

Els parts eren un poble originari del sud de la mar Càspia inicialment anomenats parnis. No va ser fins que no van envair als selèucides la regió persa de Pàrtia que no van rebre el nom de parts. Aquí s'explicarà únicament la història des de la conquesta dels territoris perses de l'Imperi Selèucida (inclosa Pàrtia) per Arsaces I cap a l'any 249 aC, fundador de la dinastia arsàcida (la primera i l'única dinastia regnant de l'Imperi part), és a dir quan es podria considerar que l'imperi part fou pròpiament persa.
Teòricament Arsaces I hauria estat succeït pel seu germà Arsaces II, però historiadors moderns dubten fins i tot la seva existència. En cas que realment existís, el seu successor seria Artaban I, el qual l'any 209 aC l'emperador selèucida Antíoc III dugué a terme la invasió de Pàrtia, ocupant la capital Hekatompilos, i obligant a Artaban a acceptar la rendició i fent que els territoris parts depenguessin altre cop del Selèucida, però s'independitzaren poc temps després, un cop mort Artaban sota el mandat del seu fill Fraapatios i comença així l'imperi part.
Fraapatios fou succeït pel seu germà Fraates I (181 aC - 173 aC), però el que fou realment important va ser el seu altre germà, Mitridates el Gran. Mitridates el Gran l'any 164 aC envaí Atropatene, i Baccassis, el sàtrapa de la regió reconegué la seva autoritat. L'any 162 aC imposà els dominis del sud de l'Iran i l'any 148 aC prengué tota Bactriana excloent l'Indus i Kabulistan fins a eixamplar la frontera a l'Eufrates i el Tigris. El fill de Mitridates, Fraates II, continuà les conquestes derrotant els selèucides, però morí lluitant contra una gran invasió dels escites saces. Artaban II i Mitridates II acabaren amb l'amenaça escita i Mitridates els obligà a fer-se'n vassalls alhora què es proclamà Sahanu Sahi (Rei de reis) títol del qual més tard en derivaria el Shahansha sassànida. Durant el seu regnat es produí una guerra civil entre ell i Gotarces I de Pàrtia. Mort Mitridates (87 aC), el seu tiet Maukisres es proclamà rei de Pàrtia. Maukisres continuà la guerra civil, continuada des de l'any 80 aC pel seu fill Orodes I. La guerra continuà fins que Sanatroces I de Pàrtia, germà del difunt rei Fraates II s'alçà i derrotà tant a Orodes com a Maukisres, governant associat amb el seu fill (Fraates III de Pàrtia) fins a la seva mort (69 aC), quan Fraates governà ell sol. A la caiguda de la Síria selèucida per part de Gneu Pompeu Magne, l'imperi part es convertí en el més gran enemic de Roma a la zona, disputant-se sobretot Armènia, la qual cosa produí nombroses guerres frontereres.
Llavors vingué un període força inestable fins al regnat d'Orodes II de Pàrtia (52 aC- 37 aC). N'és destacable la gran victòria sobre l'exèrcit romà a la batalla de Carrhae (53 aC), que establí la frontera entre l'Imperi part i el Romà a l'Eufrates, aconseguida en gran manera per la superioritat de la cavalleria parta (vegeu més avall). Orodes abdicà en favor del seu fill Fraates IV de Pàrtia després d'haver estat derrotat diverses vegades per les forces romanes. Fraates IV intentà ocupar Armènia elevant al tron com a rei pretendent a un membre de la dinastia arsàcida, sense èxit, ja que fou assassinat poc després. Durant el seu regnat, gràcies a la mediació d'Agripa, foren retornades a Roma les àguiles i els presoners de la batalla de Carrhae. Fraates fou assassinat pel seu fill Fraates i començà un seguit de reis efímers: Fraates V de Pàrtia (2 aC- 5), Orodes III de Pàrtia (5-7), Vonones I de Pàrtia (8-10 de l'any 13 al 18 fou també rei d'Armènia) fins a arribar a Artaban III de Pàrtia (10-42) que expulsà a Vonones del tron durant una breu guerra civil i amb el suport de la noblesa fou elevat al tron. Artaban fou succeït pel seu fill Vardanes, però el seu germà adoptiu Gotarces entrà en guerra civil amb ell fins a l'assassinat l'any 46 de Vardanes, quan es proclamà Rei de reis. L'any 49, es presentà com a pretendent al tron Meherdates de Pàrtia, però fou enganyat i derrotat. Gotarces continuà al tron fins a l'any 51, quan morí sense descendents. Els nobles proclamaren a Vonones II, que era rei de la Mèdia Atropatene, rei de reis, però morí al cap de dos mesos i fou succeït per Vologès I (51-77), el seu fill. Vologès mantingué durant gairebé tot el seu regnat (51-65) un conflicte amb Sanabares de Pàrtia, pretendent al tron. Sanabares dominà la zona nord-oriental de Pàrtia enfront a Vologès fins a l'any 65, any en què finí. Durant el regnat de Vologès, es reclamà de nou el regne d'Armènia per als parts i després de diverses incursions, Vologès instaurà al seu germà, Tiridates al tron, tot i que després de la campanya del general Corbuló es veié obligat a fer-se vassall de Roma. Osroes I de Pàrtia (105-129) succeí al seu germà, alhora germà de Vologès I, Pacoros I de Pàrtia, quan aquest morí. "Heretà" del seu predecessor una guerra civil amb l'altre pretendent al tron, Vologès III de Pàrtia, amb el suport de bona part de l'aristocràcia, governà les regions orientals de l'imperi. Però llavors, amb l'Imperi Part en la qual seria una llarga guerra civil, Roma entrà en guerra amb Pàrtia. La raó fou el fet que Osroes deposà el rei d'Armènia Axidares i elevà al tron a Partamasiris. Roma considerà que això era un trencament a la pau firmada entre ambdós imperis a la campanya de Corbuló i no va trigar a declarar la guerra a l'Imperi Part. L'imperi, totalment afeblit no va poder oposar resistència a les poderoses i ben organitzades legions romanes. Així Roma, sota el mandat de Trajà, s'annexà Armènia com a província romana. L'imperi romà continuà el seu avenç i penetrà profundament en territori part, baixant pel riu Tigris, ocupant Hit, Babel i altres ciutats fins a arribar al golf pèrsic. Totes aquestes regions van esdevenir província romana (Mesopotàmia). Mentrestant, Mitridates IV, germà d'Osroes, es proclamava rei juntament amb el seu fill Sanatroikes II, però no pogueren resistir als romans. Trajà va entrar a Selèucia del Tigris i a Ctesifont el 116, quan el rei Osroes I ja havia fugit. Els romans proclamaren rei a Partamaspades, volent Trajà convertir l'Imperi Part en un estat titella i acabar finalment amb l'enemic principal de Roma a l'Orient. Trajà, però, morí l'any 117 i Partamaspades, sol i sense cap mena de suport ni dins del país que governava ni des de l'estranger mort el seu principal valedor hagué de fugir a Roma, on li fou concedida la governació de la província d'Osroene. Mort Osroes (129) la noblesa parta s'inclinà pel reconeixement de Vologès III que dominava la part oriental de l'imperi. No obstant això, Mitridates IV s'alçà en armes i durant 20 anys va dominar algunes regions occidentals, però fou mort l'any 140 durant un atac a la província romana de Commagena. Llavors la noblesa dona el seu suport a Vologès III per ser rei de la Pàrtia unificada un cop acabada la guerra civil. Vologès IV (147-191) successor de Vologès III envaí Armènia l'any 161 i deposà al seu rei, Sohemus de Sofene, favorable a Roma i instaurà al tron armeni a Pacoros. L'any 163 Marc Aureli envià al general Estaci Prisc, que ocupà Artàxata i feu fugir a Pacoros restaurant al poder altre cop a Sohemo. En els següents anys, els romans ocuparen Osroene entraren a Mesopotàmia creuant l'Eufrates i després el Tigris i arribaren a Susa. Selèucia del Tigris i Ctesifont foren ocupades. En acabar la guerra Armènia, Osroene i Adiabene quedaren sota propietat romana. El successor de Vologès IV, el seu fill Vologès V (191-208) va intentar recuperar el territori i el prestigi perdut en l'anterior guerra i així els exèrcits parts penetraren a Mesopotàmia (193) i la van arrabassar als romans que només conservaren la part occidental de la província, Osroene. Dos anys més tard Septimi Sever recuperà Mesopotàmia de les mans dels parts. L'any 197 els romans conqueriren Ctesifont i Selèucia del Tigris altra vegada. La guerra amb els parts continuà fins al 202 i va acabar amb Mesopotàmia sota control romà, augmentant la província romana homònima.
L'últim rei de Pàrtia fou Artaban V de Pàrtia el qual, després d'haver vençut als romans en una guerra guanyant cinquanta milions de dracmes fou enderrocat per Ardashir I de Pèrsia de la dinastia sassànida, el qual refundà l'imperi persa i les seves tradicions.

### L'Imperi Sassànida (226-651): Apogeu i fi de l'imperi

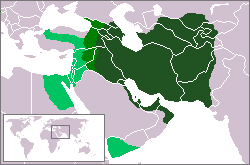
La màxima expansió de l'Imperi Sassànida vers l'any 610

La dinastia sassànida fou la segona dinastia pròpiament persa que governà l'imperi. Recuperaren moltes tradicions i costums del període aquemènida i igualment intentaren (amb èxit) aconseguir l'esplendor d'aquest període. La dinastia fou fundada per Sassan, sacerdot dels temple d'Anahita. Artaxerxes I, membre de la dinastia, i de bon principi aliat del rei part, Artaban V de Pàrtia, s'alçà en armes en contra d'ell i l'enderrocà, elevant-se ell al poder, proclamant-se Shahansha i instaurant així l'Imperi Sassànida. Ardashir inicià una expansió cap a l'est i també a Armènia i les províncies veïnes, però no fou fins que pujà al tron el seu fill Sapor I que no començà la veritable expansió de l'imperi, produint-se així les primeres guerres contra l'Imperi Romà amb grans victòries dels perses per sobre dels romans culminant en la batalla d'Edessa, el desastre més gran de la història militar romana. Sapor fou un governant tolerant amb totes les religions de l'imperi, a diferència dels seus successors. Els emperadors que seguiren a Sapor en la direcció de l'imperi foren dèbils i perderen territoris (com ara Armènia) en favor de Roma.
La història del període sassànida se sol dividir en tres parts: la primera edat d'or, l'era intermèdia, i la segona edat d'or. La primera edat d'or comença i acaba amb el regnat de Sapor II. Sapor derrotà als àrabs de les zones més meridionals de l'imperi i començà a expandir-se per l'imperi romà. Aquestes incursions, però, quedaren frenades pels atacs nòmades a l'oest de l'imperi i, com que el seu exèrcit era massa petit per mantenir tant de territori, es veié obligat a firmar un tractat de pau amb Constantí II on ambdós pactaven no atacar-se l'un a l'altre durant un determinat període. Un cop derrotats els nòmades, part de l'Àsia central passà a ser província sassànida i així, amb forces renovades tornà a atacar a Roma, arrabassant-li cinc províncies en la guerra (entre elles Armènia, sempre en constant disputa entre perses i romans). Quan morí Sapor II finalitzà la primera edat d'or, havent deixat l'Imperi més poderós que mai ho havia estat amb un sistema administratiu i polític eficaç, un exèrcit fort i potent i un gran prestigi entre els altres països. Quan finalitzà la primera edat d'or començà, amb el regnat del seu germanastre Ardashir II, començant així l'anomenada era intermèdia, un període de certa estabilitat que durà des de la mort de Sapor (379) fins a la segona coronació de Kavadh I (498). L'era intermèdia es caracteritza per ser un període de continuïtat de les obres de Sapor, amb bons governants, però poc destacables pels seus fets.

### Edat mitjana (652-1501)
L'edat mitjana a Pèrsia va veure succeir el domini de diferents pobles. Van ser els àrabs, recentment islamitzats, que van conquerir l'imperi Sassànida a mitjan segle vii. L'any 634 van conquerir la capital sassànida (Ctesifont, a l'actual Iraq) i per a l'any 655 ja havien conquerit Kabul i Kandahar (el que avui és l'Afganistan). Tanmateix, encara que el territori persa va quedar així immers en el nou imperi àrab, el cert és que els califes de Damasc no van forçar una política de conversions, sinó que van tolerar dins de les seves fronteres les antigues religions. Així, a Pèrsia van perdurar la creences zoroastrianes, monofisites i nestorianes. Tanmateix, els no islàmics tenien l'obligació de pagar més impostos i tenien una altra sèrie de restriccions. El país es va anar islamitzant a poc a poc, però mantenint trets particulars. Així, Pèrsia va esdevenir el lloc on trobaven empara tendències diverses dins de l'Islam que s'enfrontaven als califes de Damasc. Així, els descendents d'Alí ibn Abi-Tàlib, anomenats alides, que s'oposaven als califes omeies. O els jarijites, la posició es va veure reforçada després de la mort de Hussayn l'any 680. O, finalment, i amb caràcter destacat, els xiïtes, que eren fidels als descendents directes de Mahoma.
En aquesta època, el desenvolupament del gran comerç, en particular marítim, es va deixar notar en les ciutats meridionals com Siraf o Harmuza, en la qual recalaven navilis que després arribaven fins a l'Índia o la Xina, actuant així com actius centres comercials.
L'enfrontament entre els perses i els califes de Damasc va cristal·litzar en una sèrie de revoltes. Les regions de Merv i Khorasan (província del Califat) es van convertir en refugi d'alides i xiïtes. Encapçalats per Abu-Múslim, es van alçar el 747 contra els omeies, a qui van derrotar tres anys després a la batalla del Gran Zab o "batalla del Zab". Tanmateix, qui va aconseguir prendre el poder van ser els abbàssides, descendents d'Abbàs ibn Abd-al-Múttalib, oncle de Mahoma. El primer califa abbàssida va ser Abul-Abbas (750 - 754), qui depenia en gran manera dels seus aliats perses. Van traslladar el califat des de Damasc (Síria) fins a Bagdad (l'actual Iraq), ciutat nova fundada el 30 de juliol del 762 pel califa Al-Mansur. La influència persa es va deixar sentir en la transformació de la monarquia, ja que els califes van passar a ser reis a l'estil sassànida: no eren caps dels àrabs, sinó de tots els creients; vivien tancats en el seu palau, lluny dels seus súbdits, només apareixien públicament en cerimònies de gran pompa.
Els califes de Bagdad van dependre cada vegada més dels seus caps militars, perses primer i turcs després. A poc a poc els exèrcits es van transformar en forces privades d'un o altre general, el que va contribuir a la tendència disgregadora del califat. Àmplies zones de Pèrsia van escapar del seu control, constituint-se en regnes independents. Les revoltes contra el poder central van ser especialment intenses en el Khorasan, el primer regne independent va ser establert per Tahir, príncep de Nixapur, de Khorasan i de Kerman (822). Però sembla que va ser més una qüestió de guany polític i territorial, de fet, Tahir havia ajudat al califa a sotmetre a altres moviments nacionalistes en altres parts de Pèrsia com el moviment de Maziar al Tabaristan.
La primera dinastia de Khorasan, després de la introducció de l'islam, va ser la dinastia safàvida (861 - 1003). Té el seu origen en la més remota regió de l'orient iranià, Sistan, on van ser particularment intenses les prèdiques dels jarigites. Saffar, un calderer, va ser proclamat califa, i va emprendre la conquesta de les províncies veïnes: Sind i Khorasan (província del Califat). Va instal·lar la seva capital, Nixapur, en aquesta última regió, i fins i tot va llançar una ofensiva contra Bagdad, que va ser rebutjada (879).
Els samànides (875 - 999), també oriünds del Khorasan, van governar extensos territoris, des del mar d'Aral a l'oceà Índic i el golf Pèrsic. Va destacar pel seu comerç internacional i els seus èxits artístics. Els bujís (932 - 1055) són una dinastia fundada per un príncep persa de sang reial proper als xiïtes, van regnar a la Pèrsia occidental, arribant després a Bagdad, fins a Fars i Kerman. Governador de Khorasan era l'un turc que es va revoltar contra el califa el 961 i va fundar a Ghazna (Afganistan) un imperi que es va estendre cap al Khorasan iranià.
Els bugies de Pèrsia es van veure conquerits pels turcs seljúcides que cap a l'any 1000 van envair el Khorasan i l'Iraq. Per a l'any 1040 ja estaven instal·lats a Nixapur. Precisament en aquesta ciutat va començar la seva carrera el teòleg Al-Ghazali (1058-1111), oriünd del Khorasan i que amb els seus ensenyaments va contribuir a la reconquesta del poble pla iranià. El 1092, a la mort del sultà, Pèrsia va esdevenir regne independent governat per un dels fills del sultà. Les seves fronteres es van veure atacades per les tribus asiàtiques, i va perdre la Transoxiana, a favor del regne de Karakitai.
Un segle després (1190), els jorezmites van fundar un imperi iranià sobre la Pèrsia oriental fins a l'Afganistan. Els jorezmites, com la resta de Pèrsia, van ser conquerits pels mongols de Genguis Kan (1220). El kanat de Pèrsia o Ilkanat", vassall del gran kan de Pequín, va tenir la seva capital a Meragha, prop del llac Urmia. El 1295 Ghazan va abandonar el budisme i es va convertir a l'islam. La seva capital, Tabriz, va esdevenir centre difusor de la religió musulmana xiïta. En aquesta època es van enfortir les relacions entre Pèrsia i l'Extrem Orient. En l'art es va deixar notar certa influència xinesa, en particular en les miniatures. Els exèrcit mongols de Tamerlà van assolar Pèrsia el 1380 - 1385. Els timúrides van governar entre 1370-1506.

### Edat moderna
El segle xvi va ser el de la independència amb la dinastia safàvida o sefèvida. Té el seu origen en els ordes religiosos sufís (místics xiïtes) de les muntanyes de l'Azerbaidjan. Van organitzar el seu estat entorn del santuari d'Ardabil, prop de la mar Càspia. Ismail, el seu cap, es va proclamar xa l'any 1501. El regne sefèvida va consolidar definitivament la diferència entre els perses i la resta dels musulmans, en consagrar la preeminència del xiisme dins de l'Iran. D'aquesta dinastia, cal destacar el regnat d'Abbas I el Gran (1587 - 1629).

### Edat contemporània
L'any 1794 els Zand van ser apartats del poder per Agha-Mohamed-Khan, qui va inaugurar el període qajar de Pèrsia. Els qajars van governar a Pèrsia des del 1786 fins al 1925. Al llarg del segle xix, Pèrsia es va veure sotmesa a les influències de Rússia i de l'Imperi Britànic, que lluitaven entre si per ser la potència hegemònica alhora que modernitzaven el país.
Revolució constitucionalista.
En paral·lel al debilitament polític i econòmic del país durant el segle xix, part de les elits iranians buscaven solucions a la decadència en l'adquisició dels modes de coneixement, pensament i organització de la modernitat occidental. El 1851 es va inaugurar a Teherán, per iniciativa del sadr-e a'zam Amir Kabir, la primera escola politècnica de l'Iran, Dar ol-Fonún, centrada en la formació militar. En els mateixos anys, l'estat iranià va començar a enviar estudiants a Europa, que a la seva tornada hi portaven nous modes de pensar. Des de la cort, van començar a aparèixer els primers periòdics. Apareixen els primers intel·lectuals de tipus ilustrat com Zeinolabedín Maragheí (1840-1910) -autor de la primera novel·la en persa-, el rousseaunià Abdorrahim Talebof (1834-1911), els nacionalistes Mirzá Fathalí Ajundzadé (1812-1878) i Mirzá Agha Jan Kermaní (1853-1896), el diplomàtic armenià Mirzá Malkom Jan (1833-1908) -popularizador de la premsa i fundador de la primera lògia masònica de l'Iran, la Faramushjané o «casa de l'oblit» -, o el panislamista Seyyed Yamaloddín Asadabadí (1838-1897) (conegut fora de l'Iran com Al-Afghani), els escrits del qual van preparar el terreny del constitucionalisme entre les elits. Entre les masses religioses, les prèdiques d'ulemes modernistes com Seyyed Yamaleddín Vaez i Malek ol-Motekallemín van introduir les idees de llibertat i limitació del poder del sobirà. A finals del segle xix i principis del XX van proliferar les publicacions en l'exili i dins de l'Iran, oficials i clandestins, difonent la crítica al despotisme reial i l'exigència de reformes. Fita crucial en l'oposició al govern de la dinastia Qayar va ser l'assassinat, l'1 de maig de 1896, de Nasereddín Shah per Mirza Reza Kermaní, seguidor d'Al-Afghani que, durant els seus interrogatoris abans de ser executat, va reivindicar el magnicidi com un acte de lluita contra l'opressió.
La primera constitució iraniana i el primer parlament nacional de l'Iran van ser fundades el 1906, a través de la revolució en curs. La Constitució va incloure el reconeixement oficial de les tres minories religioses de l'Iran, és a dir, cristians, jueus i zoroastres, que ha estat base en la legislació de l'Iran des de llavors. La lluita relacionada amb el moviment constitucional va ser seguida pel Triomf de Teheran el 1909, quan Mohammad Ali Shah va ser derrotat i obligat a abdicar.
El 1907 es va arribar a un acord anglo-rus per diferenciar entre zones d'influència de totes dues potències colonials.

### Dinastia Pahlavi

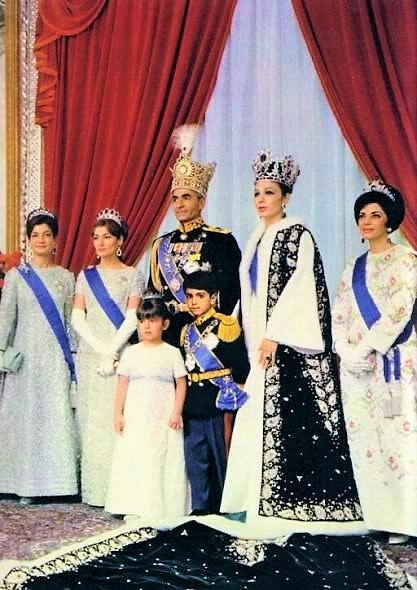
Coronació del xa de l'Iran el 1967.

L'any 1925 va pujar al poder Arissa Pahlavi, cap militar d'ideologia nacionalista. El 1941 Arrissa Pahlavi, germanòfil, va abdicar en el seu fill Mohammad Resa Pahlevi. Els exèrcits soviètic i anglès van envair l'Iran durant la Segona Guerra Mundial, a Teheran es va celebrar la conferència de Teheran. L'ocupació estrangera va acabar el 1946, i durant la postguerra es va intensificar el moviment nacionalista, contrari a les ingerències estrangeres.
El 1953 el primer ministre Mohammad Mosaddeq va ser expulsat del poder en intentar nacionalitzar els recursos petrolífers, en una operació orquestrada per britànics i nord-americans. La intel·ligència britànica va aconseguir convèncer el govern dels Estats Units que Mosaddeq era comunista, i el 1953 la CIA va executar l'Operació Ajax i va treure del poder a Mosaddeq, imposant un governant favorable als Estats Units, l'any 2000 els Estats Units es van disculpar per aquests fets. Aquesta operació va causar moviments violents, la majoria finançats per la CIA per deposar el president, i va acabar amb 300 morts. L'operació va tenir èxit, Mosaddeq es va rendir i va ser arrestat el 19 d'agost. Va ser jutjat i acusat de traïció, se li va donar una sentència de tres anys.
El 1955 es va signar el pacte de Bagdad. El xa, amb el suport dels Estats Units i el Regne Unit va començar la modernització de la indústria del país, i alhora va eliminar tota oposició al seu règim amb l'ajut de l'agència d'Intel·ligència Savak. El seu principal opositor va ser l'aiatol·là Ruhollah Khomeini, molt popular entre els cercles religiosos del país, que va ser arrestat i empresonat durant 18 mesos. En ser alliberat l'any 1964 va criticar als Estats Units pel suport donat al règim autocràtic del xa, es va exiliar a Turquia i més tard va acabar a París, des d'on va prosseguir la seva critica al règim dels Pahlavites. L'any 1967 es va produir la solemne coronació com a emperadors de Resa Pahlevi i la seva esposa Farah Diba.
El xa va intentar consolidar la burgesia i va desenvolupar la indústria, però la corrupció i les desigualtats socials van augmentar, cosa que va provocar una crisi que va començar l'agost de l'any 1977.

## Geografia física
Es tracta d'un país dominat per l'altiplà iranià, rodejat per diverses cadenes muntanyoses, com les muntanyes Zagros (al sud-oest) i les muntanyes Elburz (al nord); i en aquesta última hi ha la muntanya Damavand que amb 5.610 msnm, és el punt més alt del país. Les principals planes són les que hi ha al llarg de la costa de la mar Càspia (depressió aralo-càspica) i la depressió mesopotàmica del golf Pèrsic, junt a la frontera amb l'Iraq a Arvandrud (Chat-el-Arab). Les principals ciutats del país són Teheran (capital), Tabriz, Mashad, Ispahan, Siraz, Abadan, Ahwaz i Kermansah.

### Hidrografia
Al país no hi ha grans rius; dels petits rius i rierols, únicament és navegable el Karun, de 830 kilòmetres de longitud, on barques preparades per a navegar en rius poc profunds poden navegar de Khorramshahr a Ahvaz (una distància d'uns 180 kilòmetres).
Els principals rius de l'Iran són el Sefid-Rud, l'anomenat Karun i el Hilmend.
Hi ha un llac salat permanent, l'Urmia, amb un contingut salí tant elevant que no permet la vida dels peixos o de la majoria de les formes de vida acuàtiques. També hi ha diversos llacs salats situats a la frontera Iran-Afganistan, a la província de Balutxistan Occidental.

### Clima
|  | Caspi suau i humit Caspi suau Mediterrani amb pluges primaverals Mediterrani Muntanyes fredes Muntanyes molt fredes Semidesèrtic fred Semidesèrtic càlid Desèrtic sec Desèrtic càlid i sec Costaner càlid i sec Costaner sec |

El país té un clima variable. Al nord-oest, els hiverns són freds amb importants precipitacions en forma de neu i temperatures per sota els zero graus Celsius durant els mesos de desembre i gener. La primavera i la tardor són relativament suaus, mentre que els estius són humits i càlids. Al sud, els hiverns són suaus i els estius són tòrrids, amb unes temperatures mitjanes durant el dia al juliol que sobrepassen el 38 °C. A la plana Khuzestan, l'alta temperatura estival va acompanyada d'una humitat molt alta.
Pèrsia té un clima continental desèrtic o sec. Tot el país és àrid o semiàrid, excepte la costa del mar Caspi on predomina un clima subtropical.
La majoria de les precipitacions anuals es donen entre octubre i abril. A la majoria del país, les precipitacions mitjanes anuals són de 25 cm o menys. Les principals excepcions són les valls de les altes muntanyes de Zagros i la plana costanera del mar Caspi, on les precipitacions mitjanes són de 50 cm anuals, com a mínim. A la part oest del Caspi, les precipitacions excedeixen els 100 cm anuals i es distribueixen força regularment al llarg de l'any. En contrast, algunes conques a l'altiplà central reben 10 cm o menys a l'any.

## Flora i fauna

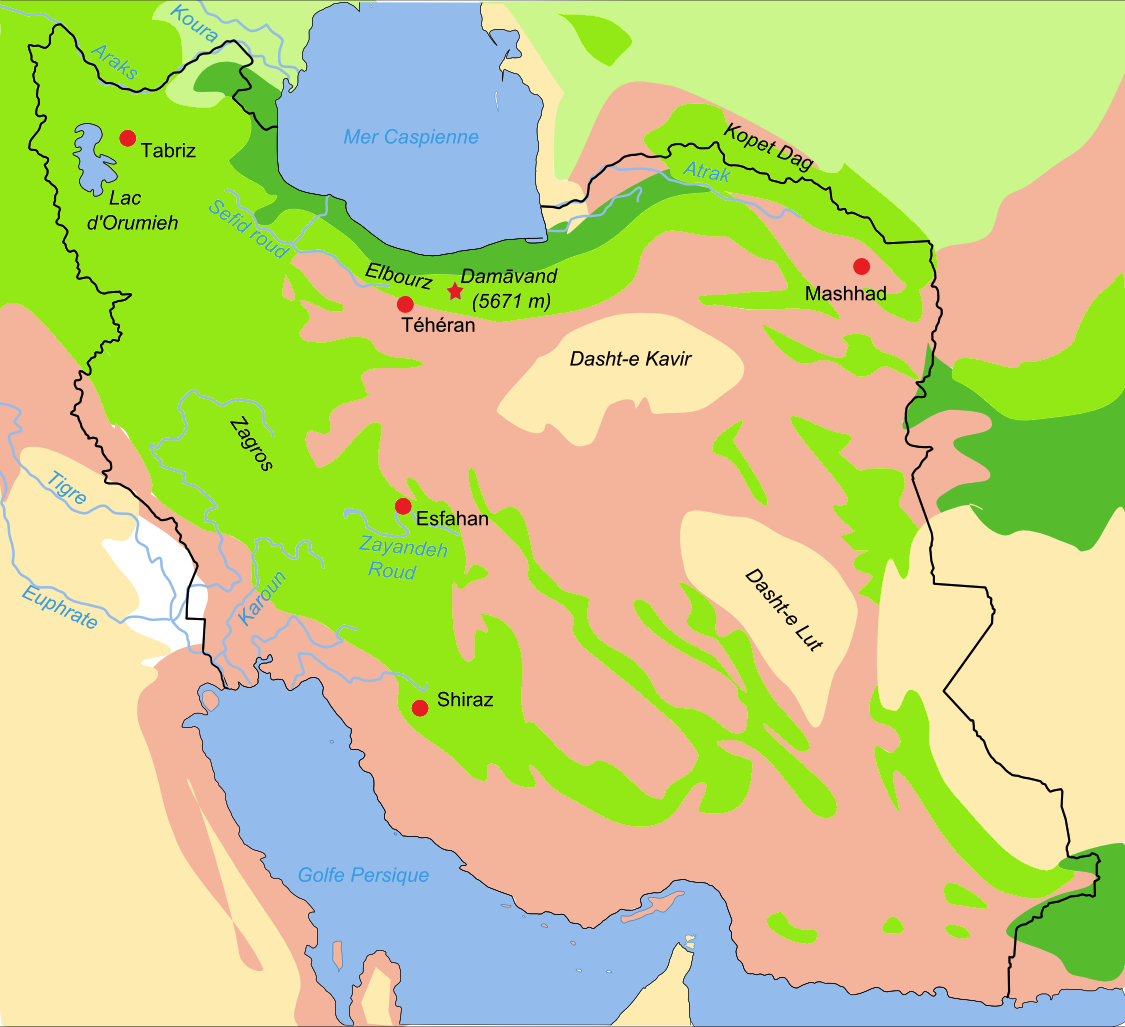
Mapa de biotips de Pèrsia.
bosc estepari
Boscs i arbredes
Semidesèrtic
Terres baixes del desert
Estepa
Pantans al·luvials salats

Més del 10% del país està cobert de bosc. Els més extensos es troben en els vessants muntanyencs que s'alcen des del mar Caspi, amb roure, freixe, om, xiprers i altres arbres valuosos. En l'altiplà en si, zones de Quercus arbustius apareixen en els vessants muntanyencs més irrigats on els vilatans conreen horts i creix el plàtan, àlber, salze, noguera, hagi, auró i morera. Plantes i arbusts silvestres sorgeixen de la terra estèril i permeten que es produeixi pastura, però el sol de l'estiu els crema. Segons els informes de la FAO, les principals classes de bosc que hi ha a l'Iran i les seves zones respectives són:
1. boscos dels districtes del nord, prop del Caspi (19.000 km²);
2. Boscos muntanyencs calcaris en els districtes nord-est (boscos de Juniperus, 13.000 km²);
3. Boscos de pistatxo en els districtes est, sud i sud-est (26.000 km²);
4. Boscos de roure en els districtes central i oest (35.000 km²);
5. Garrigues dels districtes Kavir (desert) a la part central i nord-est del país (10.000 km²);
6. Boscos subtropicals de la costa sud (5.000 km²) com els boscos de Hara.

Més de 2.000 espècies de plantes creixen a Pèrsia. La terra coberta per la flora autòctona de Pèrsia és quatre vegades la d'Europa.
Un dels més famosos membres de la vida salvatge a Pèrsia és l'últim supervivent al món del críticament amenaçat guepard asiàtic, que avui dia no es troba en cap altre lloc excepte a l'Iran. Ha perdut tots els seus lleons asiàtics i l'avui extint tigre persa en la primera part del segle xx. Ossos bruns i tibetans a les muntanyes, muflons i cabres salvatges, gaseles, ases salvatges, senglars, lleopards i guineus abunden. Entre els animals domèstics hi treobem: ovelles, cabres, vaques, cavalls, búfals d'aigua, rucs i camells. Són autòctons a l'Iran el faisà, l'perdiu, la cigonya i el falcó.

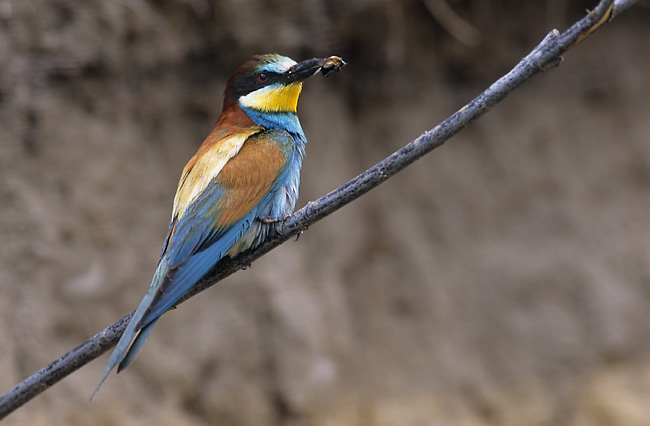
Abellerol de Pèrsia

El lleopard de Pèrsia és la més gran de totes les subespècies de lleopards del món. La gamma principal d'aquesta espècie a l'Iran se solapa de prop amb la de Capra aegagrus aegagrus. Per tant, es troba a tot arreu d'Elburz i serres muntanyenques dels Zagros, així com en serres menors dins de l'altiplà iranià. La població del lleopard és molt escassa, a causa de la pèrdua d'hàbitat, de les seves preses naturals, i a la fragmentació de la població. A banda de la cabra betzoar, els muflons, el senglar, els cèrvids (sigui el cérvol de Maral o els cabirols), i els animals domèstics constitueixen la dieta de lleopard a Pèrsia.